# 이명영 (정치인)
이명영(李明永, 1953. 12. 30, 충청남도 홍성)은 대한민국 정치인이자 제8대 서울특별시의회 의원이었다. 현재는 법무법인 현정의 국장으로 재직중이다.

## 생애
충청남도 홍성에서 태어났으며 홍성중학교, 예산고등학교를 졸업한 뒤 한국외국어대학교 법학과를 졸업하였다. 새마을운동중앙본부에서 근무하였었고 서울특별시 양천구 양천구청 공무원으로 재직했었다 이후 열린우리당소속으로 2006년 5·31지방선거에 양천구 제4선거구에서 서울특별시의회 의원에 출마하였으나 낙선하였다. 그 후 '법무법인 현정'에서 법무국장 직책으로 현재까지있으며 2010년 6·2지방선거에서 민주통합당소속으로 양천구 제4선거구에서 서울특별시의회 의원으로 출마하여 당선, 의원으로 활동했었다 새정치민주연합 창당 준비 위원과 중앙당 발기인에 참여하였으며 2014 전국동시 지방선거에 무소속으로 출마하여 낙선하였다 

## 경력
- 홍성중·예산고등학교 졸업
- 한국외국어대학교 법학과 졸업
- 명지대학교 사회교육대학원 졸업(석사)
- 양천구 충청향우연합회 부회장
- 양천구 지체장애인협회 자문위원
- 서예 초대작가, 양천 서예가협회 부회장
- 법무법인 현정 법무국장
- 서울특별시의회 건설위원회 위원
- 새정치민주연합 창당 발기인
- 새정치민주연합 창당 준비 위원